# Edna Doré
Edna Doré (n. como Edna Lillian Gorring en Bromley, Kent, el 31 de mayo de 1921; f. en Sussex el 11 de abril de 2014) fue una actriz británica. Fue una de las actrices de los ciudadanos británicos más conocidos de alto nivel, conocidos por sus pocos papeles en las comedias de situación y por interpretar el personaje de Mo Butcher en la serie EastEnders (1988-1990).

## Carrera
Edna Doré comenzó su carrera como corista en ENSA, antes de incorporarse como bailarina a la compañía de Phyllis Dixey en el Teatro Whitehall. Acto seguido estuvo durante diecisiete años en el teatro de repertorio antes de pasar a ser miembro del Teatro Nacional durante diez años, siendo especialmente recordada por sus papeles en producciones dirigidas por Bill Bryden como The Mysteries. Volvió a la televisión en 1960 y, posteriormente apareció en series de éxito como Dixon of Dock Green, Doctor in the House, The Liver Birds, Terry and June, Tenko, Z-Cars, y Open All Hours.
En 1988 protagonizó la película High Hopes de Mike Leigh, por la que recibió el premio al Mejor Actor de Reparto en los Premios del Cine Europeo de 1989.

## Muerte
Edna Doré murió apaciblemente el 11 de abril de 2014, a los 92 años de edad, debido a un enfisema. Le sobreviven su hijo Michael y cuatro nietos.